# Поречье-Рыбное
Поре́чье-Ры́бное — посёлок городского типа в сельском поселении Поречье-Рыбное Ростовского района Ярославской области России. Расположен на реке Сара, близ её впадения в озеро Неро в 188 км от Москвы, 66 км от Ярославля, 11 км от Ростова, 4 км от федеральной автотрассы М8 «Холмогоры» (в частности от европейского маршрута E 115) и в 7 км от ближайшей железнодорожной станции Деболовская (линия Москва — Ярославль).
Население Поречья-Рыбного на 1 января 2018 г. составляет 1597 чел.

## История
Село известно под названием Поречье-Ловецкое с XIV века как место княжеской охоты. В XVI—XVII вв. одна половина Поречья была за государем, а другая — за ростовскими архиереями. В царствование Михаила Фёдоровича жителям села было пожаловано исключительное право пользования озером Неро (впрочем, в 1665 году большая часть этих угодий была передана в пользование жителям крупного приозёрного села Угодичи).
С 1683 года всё село во владении ростовских митрополитов. В 1709 году всё озеро Неро с втекающими и вытекающими реками было передано жителям села Угодичи. Это лишило поречан большей части доходов и заставило обратиться к торговому огородничеству. В 1719—1720 годах по указу Петра I сельчане ездили обучаться огородному делу в Голландию. В 1764 году село было взято Екатериной II в казну, а уже в 1772 году — пожаловано фавориту графу Г. Г. Орлову вместе с Борисоглебскими слободами, приозерным селом Воржа и Спасской слободой — пригородом Ростова. С 1784 по 1831 год село во владении графа В. Г. Орлова. С 1831 по 1843 год селом владела его дочь — графиня С. В. Панина, а в 1844 году владельцем Поречья стал её сын — граф В. Н. Панин.
В начале XIX в. Поречье являлось вторым после Ростова крупнейшим населённым пунктом Ростовского уезда. Если в Ростове насчитывалось чуть более 4700 жителей, то в Поречье проживало 2100 душ обоего пола.
В селе Поречье-Рыбное в 1773 году родился архимандрит Иннокентий (Порецкий), в миру о. Иоанн Андреев. С 1793 по 1814 гг. он являлся священником села и благочинным.
В середине XIX века Поречье — богатое село с 2800 жителями. Село раскинулось на 16 улицах по берегам реки Гды (второе название реки Сары в её нижнем течении), регулярная планировка которых сложилась в конце XVIII в. при графе В. Г. Орлове. Два каменных храма с колокольней высотою в 44 сажени считались «богатейшими во всей губернии». Особенностью Поречья являлось обилие каменных зданий, число которых в первой четверти XIX в. было сопоставимо, или даже превосходило количество домов в Рыбинске. Из 412 домов, составлявших село к середине XIX в., 82 были каменными в два и три этажа «из коих многие, по величине и замысловатой архитектуре, могли бы, не краснея, стать в ряду щегольских зданий, какого угодно губернского города». В 1865 г. на пожертвования крестьян был построен третий храм св. Троицы. Значительные средства на его сооружение дали: Абрам Яковлевич Пыхов, Василий Дмитриевич Бочагов и уроженка Поречья, купчиха, Анна Григорьевна Устинова.
Крестьяне села Поречье специализировались на торговом огородничестве: они выращивали лекарственные и душистые травы, все виды огородных культур, включая арбузы и дыни. Значительная часть крестьянского населения с февраля по ноябрь уходила в отход в Петербург, Москву, крупные города Центральной России, Прибалтики, Финляндии и Сибири, занимаясь там огородничеством и торговлей. В конце XVII в. Поречьские крестьяне познакомились в Петербурге с технологией обработки зелёного горошка и цикория. К середине XIX в. эти культуры стали важным источником дохода не только для села Поречье, но и для крестьян всего Ростовского уезда. Для переработки продукции в Поречье было построено несколько небольших заводов.
Нынешний консервный завод ведет своё начало от консервной фабрики П. А. Коркунова. В анкете о состоянии завода за 1889 г. значится, что предприятие было основано «…по промысловому свидетельству крестьянином села Поречья Павлом Алексеевым Коркуновым в 1880 г. для переработки зелёного горошка, бобов, шпината».
С 1940 года имеет статус посёлка городского типа.

## Известные уроженцы
- Архимандрит Иннокентий (1772—1847).
- Дьяконов, Никита Николаевич (1914—1944) — Герой Советского Союза.

## Население
Население Поречья-Рыбного на 1 января 2018 г. составляет 1597 чел.
| 1859  | 1897  | 1914  | 1959  | 1970  | 1979  | 1989  |
| ----- | ----- | ----- | ----- | ----- | ----- | ----- |
| 2622  | ↘2218 | ↗3030 | ↘2824 | ↘2634 | ↘2486 | ↗2505 |
| 2002  | 2007  | 2009  | 2010  | 2011  | 2012  | 2013  |
| ↘1875 | ↘1769 | ↗1807 | ↘1727 | ↘1700 | ↗1727 | ↘1719 |
| 2014  | 2015  | 2016  | 2017  | 2018  | 2019  | 2020  |
| ↘1698 | ↘1661 | ↘1643 | ↘1637 | ↘1597 | ↘1555 | ↘1553 |
| 2021  |       |       |       |       |       |       |
| ↘1447 |       |       |       |       |       |       |

## Инфраструктура
- Отделение почты
- Дом культуры
- Супермаркет Пятёрочка
- Аптечный пункт
- Несколько различных магазинов
- Школа
- Детский сад
- Сельская администрация

## Экономика
Консервный завод (выпускает молочные, овощные, мясные консервы). Развито овощеводство (тепличные хозяйства).

## Достопримечательности
- Ансамбль церкви Петра и Павла (1767 год) и церкви Никиты Мученика (1772—1779) с изящной колокольней высотой 81,92 м[27] (сооружена в 1799—1810-е гг).
- Гражданская застройка XVIII—XIX вв. — некоторые улицы сплошь застроены богатыми каменными двухэтажными крестьянскими домами (барокко[28], классицизм).
- Церковь Троицы Живоначальной (кладбищенская)
- Музей «Поречский огородник».
- Памятник участникам ВОВ
- Смотровая площадка «на Ростов» с противоположной стороны озера Неро, к югу от Поречья.
- Святой источник с часовней во имя свт. Леонтия Ростовского, в 1 км к югу от Поречья.
- В Поречье-Рыбном ежегодно проходит «День Огурца» («Зелёный огурец») — праздник с ярмаркой, посвящённый огородничеству[29].
- Популярна рыбалка и охота в окрестностях посёлка на озере Неро и реке Саре.

## Фотографии
- На въезде в посёлок
- Ансамбль храма Петра и Павла (1979)
- Колокольня храма Никиты мученика, вид с запада (2014)
- Застройка селения Начало ул. Центральная (направо) и Чкалова (налево, вдоль реки Сары).
- Дом в Поречье-Рыбном

## Рекомендуемая литература
- Морозов А. Г. Брачные контракты крестьян села Поречья-Рыбного в первой половине XIX в. Архивная копия от 12 марта 2016 на Wayback Machine// Ростовская старина. — 2012. — 31 января. — № 161.
- Морозов А. Г. О торговых селах Ростовского уезда в конце XVIII — первой половине XIX в. Архивная копия от 12 марта 2016 на Wayback Machine // Ростовская старина. — 2009. — 25 октября. — № 147.
- Морозов А. Г. http://www1.rostmuseum.ru/publication/srm/018/morozov.pdf Материалы к топонимическому словарю Ростовского муниципального района: топонимия Поречского сельского округа на рубеже XX—XXI вв. // Сообщения ростовского музея. — Ростов, 2009. — Вып. XVIII. — С. 160—227.